# 莱恩·齐默尔曼

萊恩·華萊士·齊默爾曼（Ryan Wallace Zimmerman，1984年9月28日—）出生於美國北卡羅來納州華盛頓，已退役美國職棒大聯盟選手，其職業生涯全程皆於華盛頓國民隊度過。生涯初期主要擔任三壘手，2015年起改任一壘手和指定打擊。
他是博覽會隊改名成國民隊之後第一個在選秀會上挑選的球員。由於他生涯從未轉隊，並且在2019世界大賽打出了隊史在世界大賽的首轟，同時也成了隊史首冠的一員，因此他獲得了國民先生（Mr. National）的尊稱，他的11號球衣也成了球隊在搬家後第一個退休的號碼。

## 大學時期
齊默爾曼為大西洋沿岸聯盟的弗吉尼亞騎士隊效力三個賽季，並且都是球隊的先發三壘手。大學期間他一共先發174場，擊出250支安打、9支全壘打和140分打點，他的二壘安打數（第五名）、安打數（第六名）和打點（第七名）均名列隊史前十名。2004年時還以90支安打打破學校單賽季安打數紀錄，之後的一年他又以92支安打打破此前自己創下的紀錄。
在大學的最後一年齊默爾曼打擊率高達3成93，長打率為5成81，入選了《棒球美國》雜志和國家大學棒球作家協會評選的全美最佳陣容。

### 國家隊
2004年齊默爾曼入選了美國國家棒球隊，成為球隊的先發三壘手。他以4成68的打擊率打破了國家隊單賽季紀錄，並拿到國際大學生體育聯盟舉辦的世界大學棒球錦標賽冠軍，他獲得該項賽事的MVP。他也因此獲得美國棒球協會評選的年度最佳運動員的榮譽。

## 職業生涯
齊默爾曼在2005年大聯盟選秀大會上被華盛頓國民在第一輪第四順位選中，選秀完一天之後就和球隊簽約。他從1A的沙瓦那沙蟲起步，沒過多久就升上2A的哈里斯堡參議員。
齊默爾曼在2005年9月1日大聯盟名單擴編的時候升上大聯盟，並在當天完成了他在大聯盟的首次亮相。由於國民隊已無緣當年的季後賽，齊默爾曼也因此獲得更多的出場機會。在20場比賽中他的打擊率高達3成97，是全隊在2005年超過50個打數的球員中唯一打擊率超過3成的選手。

### 2006年：新人賽季
2006年是齊默爾曼在大聯盟第一個完整的賽季，他的球衣號碼也從25號改成大學時期的11號。在球隊原先的先發三壘手維尼·卡斯蒂利亞被交易走之後，他成為球隊的主力三壘手。
齊默爾曼在4月5日從紐約大都會的終結者比利·華格納手中敲出職業生涯第一支全壘打，這個球被打上謝亞球場第二層看臺。這支全壘打幫助球隊追平比分，並在延長賽中以9比5擊敗大都會隊。6月18日父親節當天，齊默爾曼在父親的註視下，自洋基隊投手王建民手中擊出職業生涯第一支再見全壘打，平時很冷靜的他在跑回本壘的途中興奮地將頭盔扔到空中，並把打擊手套扔上看臺。7月4日在對佛羅里達馬林魚的比賽中他再度擊出再見全壘打。
這個賽季齊默爾曼一共擊出20支全壘打，追平了球隊的新人紀錄。由於其出色的表現，他成為家鄉的英雄人物。球迷對他出色的守備和關鍵時刻的發揮表示稱贊。國民隊總教練法蘭克·羅賓森曾拿齊默爾曼的守備和他球員時期在金鶯隊的前隊友布魯克斯·羅賓森作比較。羅賓森曾說過作為一個新人內野手，12支全壘打和60分打點是一個比較現實的目標，但齊默爾曼擊出20支全壘打和110分打點，遠遠超過預期。另外齊默爾曼還有176支安打和11次盜壘成功，打擊率2成88。在國聯年度最佳新人獎的評選中，盡管齊默爾曼獲得更多的選票（29比27），但他還是以4分的劣勢負於佛羅里達馬林魚的亨利·拉米瑞茲，排名第二，這也是新人獎評選以來頭兩名最接近的一次。

### 2007年－2008年

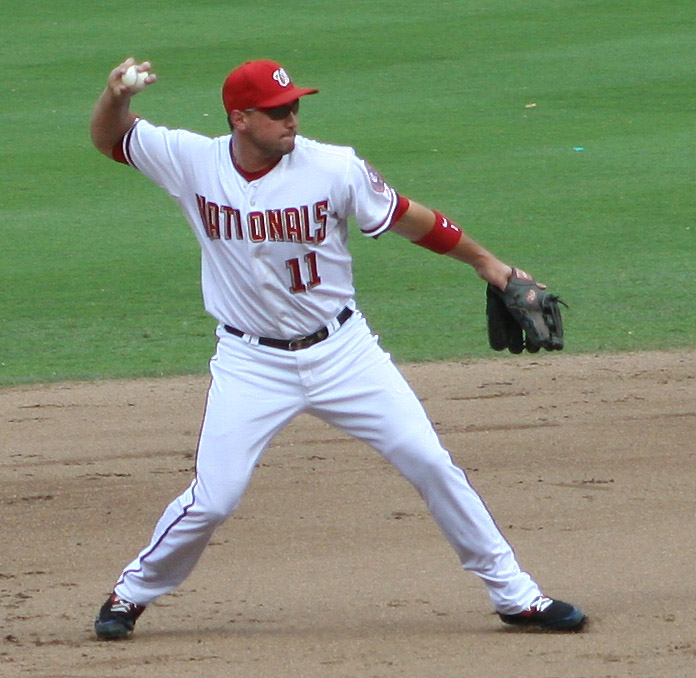
時的齊默爾曼

齊默爾曼在大聯盟的第二個賽季表現穩定，共擊出24支全壘打和91分打點。他一共擊出18分制勝打點，排名大聯盟第二，僅次於科羅拉多洛磯的麥特·哈勒戴（19分）。這個賽季齊默爾曼162場比賽全部先發出場，隊史上僅僅有5名球員曾達到這一紀錄。他也成為隊史上唯一一位在職業生涯前兩個賽季都擊出20支以上全壘打的球員。
4月22日齊默爾曼在對佛羅里達馬林魚的比賽中擊出職業生涯第一支滿貫全壘打，5月12日又再度從馬林魚隊投手厚黑·胡里奧手中擊出滿貫全壘打，成為大聯盟歷史上第二位賽季前兩支全壘打都是滿貫炮的球員。7月4日他在對芝加哥小熊的比賽中擊出全壘打，這支是齊默爾曼在節日擊出的第五支全壘打（2006年和2007年父親節、2006年和2007年獨立日、2007年母親節各一支），他在賽後表示“希望每天都是節日”。
2008年3月30日華盛頓國民在自己的新主場進行了大聯盟新賽季的揭幕戰，在這場對亞特蘭大勇士的比賽中齊默爾曼在九局下半兩出局時從勇士隊投手彼得·莫伊蘭手中擊出兩分再見全壘打，幫助球隊以3比2獲勝，這也是國民隊球員在新球場擊出的第一支全壘打。這個賽季齊默爾曼受到傷病的困擾，由於左肩上唇肌撕裂導致他在6月3日被放入傷病名單，7月22日才回到大聯盟。賽季結束後他和球隊簽訂一年332.5萬美元的合同，避免薪資仲裁。

### 2009年：全明星、金手套、銀棒
2009年是齊默爾曼職業生涯迄今為止打得最好的一個賽季，他開季階段連續30場比賽擊出安打，是自2006年以來大聯盟最長的紀錄，直到5月13日對舊金山巨人的比賽才中斷這一紀錄。而連續上壘的場次則累積到43場，直到5月26日才中斷。這個賽季他首次擊出30支以上的全壘打，達到33支。由於其出色的表現，他首次入選了全明星賽，並在賽季結束後獲得國聯三壘金手套獎和銀棒獎。

### 2019年：首次世界大賽冠軍
2019年華盛頓國民以外卡身分進入季後賽，並一路過關斬將晉級2019年世界大賽。面對休士頓太空人的先發強投格里特·柯爾，齊默曼在世界大賽的第一次揮擊便敲出飛越中外野大牆的陽春全壘打，這也是華盛頓國民隊史第一支世界大賽全壘打。齊默曼創下大聯盟史上第一位在首輪選中、又在同一隊締造隊史世界大賽首轟紀錄！最後國民以4勝3敗奪冠，也是齊默曼與國民的首冠。

### 職棒生涯成績
| 年度 | 球隊       | 出賽 | 打數 | 打點 | 得分 | 安打 | 二壘打 | 三壘打 | 全壘打 | 壘打數 | 四死 | 三振 | 盜壘 | 上壘率 | 長打率 | 打擊率 | OPS  |
| 2005 | 華盛頓國民 | 20   | 58   | 6    | 6    | 23   | 10     | 0      | 0      | 33     | 3    | 12   | 0    | .419   | .569   | .397   | .988 |
| 2006 | 華盛頓國民 | 157  | 614  | 110  | 84   | 176  | 47     | 3      | 20     | 289    | 61   | 120  | 11   | .351   | .471   | .287   | .822 |
| 2007 | 華盛頓國民 | 162  | 653  | 91   | 99   | 174  | 43     | 5      | 24     | 299    | 61   | 125  | 4    | .330   | .458   | .266   | .788 |
| 2008 | 華盛頓國民 | 106  | 428  | 51   | 51   | 121  | 24     | 1      | 14     | 189    | 31   | 71   | 1    | .333   | .442   | .283   | .774 |
| 2009 | 華盛頓國民 | 157  | 610  | 106  | 110  | 178  | 37     | 3      | 33     | 320    | 72   | 119  | 2    | .364   | .525   | .292   | .888 |
| 2010 | 華盛頓國民 | 142  | 525  | 85   | 85   | 161  | 32     | 0      | 25     | 268    | 69   | 98   | 4    | .388   | .510   | .307   | .899 |
| 2011 | 華盛頓國民 | 101  | 395  | 49   | 52   | 114  | 21     | 2      | 12     | 175    | 41   | 73   | 3    | .355   | .443   | .289   | .798 |
| 2012 | 華盛頓國民 | 145  | 578  | 95   | 93   | 163  | 36     | 1      | 25     | 276    | 57   | 116  | 5    | .346   | .478   | .282   | .824 |
| 2013 | 華盛頓國民 | 147  | 568  | 79   | 34   | 156  | 26     | 2      | 26     | 264    | 60   | 133  | 6    | .344   | .465   | .275   | .809 |
| 2014 | 華盛頓國民 | 61   | 214  | 38   | 26   | 60   | 19     | 1      | 5      | 96     | 22   | 37   | 0    | .342   | .449   | .280   | .790 |
| 2015 | 華盛頓國民 | 95   | 346  | 73   | 43   | 86   | 25     | 1      | 16     | 161    | 33   | 79   | 1    | .308   | .465   | .249   | .773 |
| 2016 | 華盛頓國民 | 115  | 427  | 46   | 60   | 93   | 18     | 1      | 15     | 158    | 29   | 104  | 4    | .272   | .370   | .218   | .642 |
| 2017 | 華盛頓國民 | 144  | 524  | 108  | 90   | 159  | 33     | 0      | 36     | 300    | 44   | 126  | 1    | .358   | .573   | .303   | .930 |
| 2018 | 華盛頓國民 | 85   | 288  | 51   | 33   | 76   | 21     | 2      | 13     | 140    | 30   | 55   | 1    | .337   | .486   | .264   | .824 |
| 2019 | 華盛頓國民 | 52   | 171  | 27   | 20   | 44   | 9      | 0      | 6      | 71     | 17   | 39   | 0    | .321   | .415   | .257   | .736 |
| 合計 | 15年       | 1689 | 6399 | 1015 | 936  | 1784 | 401    | 22     | 270    | 3039   | 630  | 1307 | 43   | .343   | .475   | .279   | .818 |

## 私人生活
齊默爾曼的母親於1995年被查出患有多發性硬化症，從2000年開始在輪椅上度過。齊默爾曼曾表示他母親的狀況對他的發展有著重大的影響，使得他必須盡快地成長來承擔更多的責任。他還建立了一個叫“ziMS”的基金會。

## 外部鏈接
- 球員資訊和成績在MLB，ESPN，Baseball-Reference，Fangraphs，The Baseball Cube（英文）